# Collège Saint-Laurent de Calcutta
Le collège Saint-Laurent (en anglais St Lawrence High School) est une institution jésuite d’enseignement secondaire et secondaire supérieur sise à Ballygunge (Kolkata) au Bengale-Occidental (Inde).
L’école Saint-Jean-Chrysostome, fondée en 1855 est confiée aux missionnaires jésuites belges en 1930 et déménage à Ballygunge en 1937, prenant le nom de ‘collège Saint-Laurent’. Collège de niveau secondaire depuis 1920 il offre le ‘secondaire supérieur’ à partir de 1980.
L’enseignement, suivant les principes pédagogique du 'Ratio Studiorum', se fait en bengali et anglais. En 2016 il compte 2220 élèves dans ses trois sections, primaire, secondaire et secondaire supérieur.

## Histoire

### École Saint-Jean-Chrysostome
L’école primaire de l’église Notre-Dame-des-Douleurs, à Baithakkhana près de Sealdah, ouverte en 1810, est une des plus anciennes de Kolkata. Après 1860 l’école est connue comme école Saint-Jean-Chrysostome, en hommage à l’archevêque-primat de Goa, João Crisóstomo de Amorim Pessoa, qui rendit visite à la paroisse cette année là. En 1902 un orphelinat – Sainte-Anne – y est adjoint. L’ensemble est reconnu comme ’école primaire supérieure’. Bien que le bengali soit le medium d’instruction, la langue anglaise y a une place importante.
En  1920 le collège reçoit son affiliation à l’université de Calcutta pour sa section secondaire et un premier groupe reçoit son certificat d’études secondaires en 1922.
Au début des années 1930 – le régime de Padroado prenant fin - église et école passent sous la juridiction de l’archidiocèse de Calcutta. La direction de l’institution est confiée aux jésuites, dont le père Lawrence Rodrigues, un goanais, devient le directeur du collège Saint-Jean-Chrysostome avec son internat.
Le besoin de développer l’institution et de s’agrandir se fait immédiatement ressentir. Les bâtiments, avec imprimerie au rez-de-chaussée, salles de classe au premier étage et internat au second – sans espace de jeux et sports - ne permettent pas d’expansion. Le quartier de Baithakkhana ne s’y prête pas non plus.
Le père Rodrigues se met à la recherche d’un terrain qui permette la construction d’un collège qui mérite ce nom. Dès son entrée en fonction à Saint-Jean-Chrysostome, il organise des tombolas et autres activités pour récolter de l’argent pour le futur collège. Un terrain appartenant au collège Saint-Xavier est disponible à Ballygunge (Ballygunge Circular Rd) et est acheté.

### Collège Saint-Laurent
En janvier 1937 toute l’école Saint-Jean-Chrysostome déménage de Baithakkhana à Ballygunge. Le collège occupe le coin de la 'Ritchie Rd' avec la 'Ballygunge circular Rd'. C’est un nouveau départ. Le nouveau collège, aux bâtiments spacieux et dimension impressionnante avec larges terrains de sports et jardin fleuri, est placé sous la protection de saint Laurent, un martyr chrétien des premiers siècles, et saint patron du père Rodrigues lui-même Son motto est : ‘Like gold in a furnace (plus tard remplacé par ‘For God and Country’).
Le père Auguste Cordeiro succède au père Rodrigues avec le titre de ‘Recteur’ et ‘directeur’ du collège. En janvier 1953 une résidence est construite pour la communauté des pères jésuites dans l’alignement du bâtiment principal. En 1958 un bâtiment supplémentaire est ajouté par le père Albert Wautier, dans le même alignement, pour abriter la section des primaires. La même année le collège ouvre le cours de Secondaire supérieur, le ‘Standard XI’.
La consolidation académique se poursuit sous le rectorat de Théodore Richir, qui introduit de plus le ‘National Cadet Corps’ (force aérienne) et inaugure ce qui deviendra un événement annuel: le ‘school concert’.
Le Bengale-Occidental introduisant le système '10+2' pour l’éducation secondaire le collège ouvre sa section du ‘Secondaire supérieur’ en juillet 1976 qui est reconnue dans ses deux orientations: Sciences et Commerce. Avec un dédoublement de l’orientation commerce en langue bengalie. À partir de 1980 le cours complet, de la classe 1 à la classe 10, peut être suivi en bengali également.
L’augmentation des possibilités comme du nombre d’élèves demande de l’espace... Aussi l’internat déménage dans un nouveau bâtiment qui lui est propre en 1981. La chapelle du collège y est transférée également. En 1984 une nouvelle bibliothèque (‘Rabindra Granthagar’) est inaugurée et en 1986, un laboratoire informatique. En 2014 une salle de réunion (‘Wavreil Hall’) pour conférences et rencontres.
Au fil des années les directeurs (‘Principals’) se succédèrent. Les pères Aloysius Carvalho, Noël D’Souza, André Bruylants, Adrien Wavreil, Anil Mitra et d’autres.